# Международная организация по стандартизации
Международная организация по стандартизации, ИСО (англ. International Organization for Standardization, ISO; фр. Organisation internationale de normalisation, ISO) — международная организация, занимающаяся выпуском стандартов.
Международная организация по стандартизации создана в 1946 году двадцатью пятью национальными организациями по стандартизации, на основе двух организаций: ISA (International Federation of National Standardizing Associations), учреждённой в Нью-Йорке в 1926 году (расформирована в 1942) и UNSCC (United Nations Standards Coordinating Committee), учреждённой в 1944 году. Фактически её работа началась с 1947 года. СССР был одним из основателей организации, постоянным членом руководящих органов, дважды представитель Госстандарта избирался председателем организации. Россия стала членом ИСО как правопреемник СССР. 23 сентября 2005 года Россия вошла в Совет ИСО.
При создании организации и выборе её названия учитывалась необходимость того, чтобы аббревиатура наименования звучала одинаково на всех языках. Для этого было решено использовать греческое слово ίσος (исос) — равный, вот почему на всех языках мира Международная организация по стандартизации имеет краткое название «ИСО».
Сфера деятельности ИСО касается стандартизации во всех областях, кроме электротехники и электроники, относящихся к компетенции Международной электротехнической комиссии (МЭК, IEC). Некоторые виды работ выполняются совместными усилиями этих организаций. Кроме стандартизации, ИСО занимается проблемами сертификации.
ИСО определяет свои задачи следующим образом: содействие развитию стандартизации и смежных видов деятельности в мире с целью обеспечения международного обмена товарами и услугами, а также развития сотрудничества в интеллектуальной, научно-технической и экономической областях.
Официальными языками являются: английский, французский и русский.

## Члены ИСО

Полноправные члены
Члены-корреспонденты
Члены-подписчики

Членами организации являются национальные органы по стандартизации, которые представляют интересы своей страны в ИСО, а также представляют ИСО в своей стране. В настоящее время в ИСО входят представители 167 стран
Существует три категории членства. Они различаются уровнем доступа к электронным ресурсам ИСО и степенью влияния на содержание разрабатываемых документов. Это помогает учитывать различные потребности и возможности каждого национального органа по стандартизации. Таким образом, страны с ограниченными ресурсами или без достаточно развитой национальной системы стандартизации имеют возможность получать актуальную информацию в области международной стандартизации.
- Полноправные члены влияют на содержание разрабатываемых стандартов ИСО и стратегию, посредством участия в голосовании и международных заседаниях. Полноправные члены имеют право продажи и принятия международных стандартов на национальном уровне.
- Члены-корреспонденты наблюдают за разработкой стандартов ИСО и стратегией путём просмотра результатов голосования, так как не имеют права голосования, и посредством участия в международных заседаниях в качестве наблюдателя. Члены-корреспонденты имеют право продажи и принятия международных стандартов на национальном уровне.
- Члены-подписчики получают актуальную информацию о работах проводимых в ИСО, но не могут принимать участие в работе. Члены-подписчики не имеют права продажи и принятия международных стандартов на национальном уровне.

Россию в ИСО представляет Федеральное агентство по техническому регулированию и метрологии в качестве полноправного члена ИСО.

## Организационная структура
Организационно в ИСО входят руководящие и рабочие органы. Руководящие органы: Генеральная ассамблея (высший орган), Совет ИСО, Техническое руководящее бюро. Рабочие органы — технические Комитеты (ТК), подкомитеты (ПК), технические консультативные группы (ТКГ).

### Генеральная ассамблея
Генеральная ассамблея — это собрание должностных лиц и делегатов, назначенных комитетами-членами. Каждый комитет-член имеет право представить не более трёх делегатов, но их могут сопровождать наблюдатели. Члены-корреспонденты и члены-подписчики участвуют как наблюдатели. Генеральная ассамблея 2013 года прошла в Санкт-Петербурге.

### Совет ИСО
Совет руководит работой ИСО в перерывах между сессиями Генеральной ассамблеи. Совет имеет право не созывая Генеральной ассамблеи направить в комитеты-члены вопросы для консультации или поручить комитетам-членам их решение. На заседаниях Совета решения принимаются большинством голосов присутствующих на заседании комитетов-членов Совета. В период между заседаниями и при необходимости Совет может принимать решения путём переписки.
Совет ИСО берёт на себя решение большинства вопросов, связанных с управлением. Заседания Совета проводятся дважды в год. В состав Совета входят 20 представителей из стран комитетов — членов ИСО председателей таких комитетов как CASCO, COPOLCO и DEVCO. При Совете существует ряд органов, обеспечивающих руководство и управление по конкретным вопросам.
- Президентский комитет консультирует Совет ИСО и контролирует исполнение принятых им и Генеральной ассамблеей решений;
- КАСКО (CASCO — Committee on conformity assessment) Комитет по оценке соответствия — занимается вопросами подтверждения соответствия продукции, услуг процессов и систем качества требованиям стандартов, изучая практику этой деятельности и анализируя информацию. Комитет разрабатывает руководства по испытаниям и оценке соответствия (сертификации) продукции, услуг, систем качества, подтверждению компетентности испытательных лабораторий и органов по сертификации. Важная область работы КАСКО — содействие взаимному признанию и принятию национальных и региональных систем сертификации, а также использованию международных стандартов в области испытаний и подтверждения соответствия. КАСКО совместно с МЭК подготовлен целый ряд руководств по различным аспектам сертификации, которые широко используются в странах-членах ИСО и МЭК: принципы, изложенные в этих документах, учтены в национальных системах сертификации, а также служат основой для соглашений по оценке соответствия взаимопоставляемой продукции в торгово-экономических связях стран разных регионов. КАСКО также занимается вопросами создания общих требований к аудиторам по аккредитации испытательных лабораторий и оценке качества работы аккредитующих органов; взаимного признания сертификатов соответствия продукции и систем.
- КОПОЛКО — Комитет ИСО по потребительской политике (COPOLCO — Committee on consumer policy) изучает вопросы обеспечения интересов потребителей и возможности содействия этому через стандартизацию; обобщает опыт участия потребителей в создании стандартов и составляет программы по обучению потребителей в области стандартизации и доведению до них необходимой информации о международных стандартах. Этому способствует периодическое издание Перечня международных и национальных стандартов, а также полезных для потребителей руководств: «Сравнительные испытания потребительских товаров», «Информация о товарах для потребителей», «Разработка стандартных методов измерения эксплуатационных характеристик потребительских товаров» и др. КОПОЛКО участвовал в разработке руководства ИСО/МЭК по подготовке стандартов безопасности.
- ДЕВКО — Комитет ИСО по вопросам развивающихся стран (DEVCO — Committee on developing country matters) изучает запросы развивающихся стран в области стандартизации и разрабатывает рекомендации по содействию этим странам в данной области. Главные функции ДЕВКО: организация обсуждения в широких масштабах всех аспектов стандартизации в развивающихся странах, создание условий для обмена опытом с развитыми странами; подготовка специалистов по стандартизации на базе различных обучающих центров в развитых странах; содействие ознакомительным поездкам специалистов организаций, занимающихся стандартизацией в развивающихся странах; подготовка учебных пособий по стандартизации для развивающихся стран; стимулирование развития двустороннего сотрудничества промышленно развитых и развивающихся государств в области стандартизации и метрологии. В этих направлениях ДЕВКО сотрудничает с ООН. Одним из результатов совместных усилий стало создание и функционирование международных центров обучения.
- Council Standing Committees — Постоянные комитеты по финансовым вопросам и стратегической политике
- Ad hoc Advisory Committees — Специальные консультативные группы

Членство в Совете открыто для всех комитетов-членов ИСО и в нём происходит ротация для того, чтобы представительство стран — членов сообщества было полным.
Совету ИСО подчиняется семь комитетов: ПЛАКО (техническое бюро), ПРОФКО (методическая и информационная помощь); КАСКО (комитет по оценке соответствия); ИНФКО (комитет по научно-технической информации); ДЕВКО (комитет по оказанию помощи развивающимся странам); КОПОЛКО (комитет по защите интересов потребителей); РЕМКО (комитет по стандартным образцам).

### Техническое руководящее бюро (ТРБ)
Техническое руководящее бюро (ТРБ) отвечает за общее руководство структурой технических комитетов, которые занимаются разработкой стандартов, и любые стратегические консультативные органы, созданные по техническим вопросам.
Одним из технических комитетов под руководством ТРБ является РЕМКО (REMCO — Committee on reference materials), который оказывает методическую помощь ИСО путём разработки соответствующих руководств по вопросам, касающимся стандартных образцов (эталонов). Так, подготовлен справочник по стандартным образцам и несколько руководств: «Ссылка на стандартные образцы в международных стандартах», «Аттестация стандартных образцов. Общие и статистическое принципы» и др. Кроме того, РЕМКО — координатор деятельности ИСО по стандартным образцам с международными метрологическими организациями, в частности, с МОЗМ — Международной организацией законодательной метрологии.

## Порядок разработки стандартов
Международный стандарт является результатом консенсуса между участниками организации ИСО. Он может использоваться непосредственно или путём внедрения в национальные стандарты разных стран.
Международные стандарты разрабатываются техническими комитетами ИСО (ТК) и подкомитетами (ПК) в ходе шести-стадийного процесса:
- Стадия 1: Стадия предложения — Первый шаг в разработке международного стандарта — подтверждение того, что конкретный международный стандарт необходим. Новое предложение (НП) направляется на голосование членам соответствующего ТК или ПК, чтобы определить необходимость включения соответствующего пункта в программу работы. Предложение принимается, если большинство У-членов ТК/ПК («участники») голосуют «за», и если, по крайней мере, пять У-членов заявляют о том, что примут активное участие в проекте. На этой стадии обычно назначается лидер проекта, ответственный за данный пункт программы.
- Стадия 2: Подготовительная стадия — Обычно для подготовки рабочего черновика ТК/ПК создаёт рабочую группу экспертов, председателем (созывающим членом) которой является лидер проекта. Могут приниматься различные редакции рабочих черновиков, до тех пор, пока рабочая группа не решит, что ею разработано наилучшее техническое решение рассматриваемой проблемы. На этой стадии черновик передаётся вышестоящему комитету рабочей группы для прохождения фазы выработки консенсуса.
- Стадия 3: Стадия комитета — Как только первый черновик комитета готов, он регистрируется Главным Секретариатом ИСО. Он рассылается для замечаний и, если необходимо, голосования У-членов ТК/ПК. Могут готовиться разные редакции черновика комитета до тех пор, пока не будет достигнут консенсус по техническому содержанию текста. Как только консенсус достигнут, текст окончательно редактируется для представления в качестве черновика международного стандарта (ЧМС).
- Стадия 4: Стадия вопросов — Черновик международного стандарта (ЧМС) распространяется среди всех членов ИСО Главным Секретариатом ИСО для голосования и замечаний в течение пяти месяцев. Он одобряется для представления в качестве окончательной редакции черновика международного стандарта (ОЧМС), если две трети У-членов ТК/ПК высказываются «за», и не более одной четверти от общего количества голосов поданы «против». Если критерии одобрения не выполнены, текст возвращается в исходный ТК/ПК для дальнейшего изучения, и исправленный документ снова публикуется для голосования и замечаний в качестве черновика международного стандарта.
- Стадия 5: Стадия одобрения — Окончательная редакция черновика международного стандарта (ОЧМС) распространяется среди всех членов ИСО Главным Секретариатом ИСО для итогового голосования за/против в течение двух месяцев. Если в этот период поступают технические замечания, на этой стадии они уже не рассматриваются, но регистрируются для анализа в ходе будущего пересмотра данного международного стандарта. Текст одобряется для представления в качестве окончательной редакции черновика международного стандарта (ОЧМС), если две трети У-членов ТК/ПК высказываются «за», и не более одной четверти от общего количества голосов поданы «против». Если эти критерии одобрения не выполнены, стандарт возвращается в исходный ТК/ПК для пересмотра с учётом технических причин, представленных в поддержку голосов «против».
- Стадия 6: Стадия публикации — Когда окончательная редакция черновика международного стандарта одобрена, в итоговый текст разрешается, при возникновении такой необходимости, вносить только небольшую редакторскую правку. Итоговый текст отсылается в Главный Секретариат ИСО, который публикует данный международный стандарт.

Все международные стандарты рецензируются всеми членами ИСО, по крайней мере, через три года после публикации и каждые пять лет после первого рецензирования. Решение о подтверждении, пересмотре или отзыве международного стандарта принимается большинством голосов У-членов ТК/ПК.
Таблица условных обозначений стадий даёт наглядное представление о стадиях разработки:
| Стадия                     | Подраздел стадии                                                                         | Подраздел стадии | Подраздел стадии                                                              | Подраздел стадии                                                                                                 | Подраздел стадии                                                                              | Подраздел стадии                            | Подраздел стадии |
|                            |                                                                                          | |                                                                               | 90 Подразделы стадии принятия решения                                                                            |                                                                                               |                                             | |
|                            | 00 Регистрация                                                                           | 20 Начало основной работы | 60 Завершение основной работы                                                 | 92 Повторение предыдущей фазы                                                                                    | 93 Повторение текущей фазы                                                                    | 98 Прекращение                              | 99 Продолжение |
| 00 Предварительная стадия  | 00.00 Предложение нового проекта получено                                                | 00.20 Предложение нового проекта рецензируется                                                                                                 | 00.60 Завершение рецензирования                                               | |                                                                                               | 00.98 Предложение нового проекта отвергнуто | 00.99 Одобрение голосования за предложение нового проекта |
| 10 Стадия предложения      | 10.00 Предложение нового проекта зарегистрировано                                        | 10.20 Начато голосование за новый проект | 10.60 Завершение голосования                                                  | 10.92 Предложение возвращено подателю на уточнение формулировки                                                  |                                                                                               | 10.98 Новый проект отвергнут                | 10.99 Новый проект одобрен |
| 20 Подготовительная стадия | 20.00 Новый проект зарегистрирован в рабочей программе Технического комитета/Подкомитета | 20.20 Начато изучение Рабочего черновика | 20.60 Завершение периода подачи замечаний                                     | |                                                                                               | 20.98 Проект удалён                         | 20.99 Рабочий черновик одобрен для регистрации в качестве Черновика комитета                                                                                   |
| 30 Стадия комитета         | 30.00 Черновик комитета зарегистрирован                                                  | 30.20 Начато изучение/голосование за Черновик комитета                                                                                         | 30.60 Завершение периода голосования/подачи замечаний                         | 30.92 Черновик комитета возвращён в рабочую группу                                                               |                                                                                               | 30.98 Проект удалён                         | 30.99 Черновик комитета одобрен для регистрации в качестве Черновика международного стандарта                                                                  |
| 40 Стадия вопросов         | 40.00 Черновик международного стандарта зарегистрирован                                  | 40.20 Начато голосование за Черновик международного стандарта: 5 месяцев                                                                       | 40.60 Завершение голосования                                                  | 40.92 Полный отчёт опубликован: Черновик международного стандарта возвращён в Технический комитет или Подкомитет | 40.93 Полный отчёт опубликован: итоги нового голосования за Черновик международного стандарта | 40.98 Проект удалён                         | 40.99 Полный отчёт опубликован: Черновик международного стандарта одобрен для регистрации в качестве Окончательной редакции черновика международного стандарта |
| 50 Стадия одобрения        | 50.00 ОЧМС зарегистрирован для официального одобрения                                    | 50.20 Начато голосование за Окончательную редакцию черновика международного стандарта: 2 месяца. Окончательная редакция передана в секретариат | 50.60 Завершение голосования. Окончательная редакция возвращена в секретариат | 50.92 Окончательная редакция черновика международного стандарта возвращёна в Технический комитет или Подкомитет  |                                                                                               | 50.98 Проект удалён                         | 50.99 Окончательная редакция одобрена для публикации |
| 60 Стадия публикации       | 60.00 Международный стандарт готовится к публикации                                      | | 60.60 Международный стандарт опубликован                                      | |                                                                                               |                                             | |
| 90 Стадия пересмотра       |                                                                                          | 90.20 Международный стандарт в стадии планового рецензирования                                                                                 | 90.60 Завершение рецензирования                                               | 90.92 Международный стандарт требуется исправить                                                                 | 90.93 Международный стандарт подтверждён                                                      |                                             | 90.99 Отзыв международного стандарта, предложенного Техническим комитетом или Подкомитетом                                                                     |
| 95 Стадия отзыва           |                                                                                          | 95.20 Начато голосование за отзыв | 95.60 Завершение голосования                                                  | 95.92 Решено не отзывать международный стандарт                                                                  |                                                                                               |                                             | 95.99 Отзыв международного стандарта |

Если в начале работы над проектом стандарта уже имеется более или менее завершённый документ, например, стандарт, разработанный другой организацией, некоторые стадии можно опустить. При так называемой «ускоренной процедуре» документ направляется непосредственно на одобрение членам ИСО в качестве черновика международного стандарта (ЧМС) (стадия 4) или, если документ был разработан международным органом стандартизации, признанным Советом ИСО, в качестве окончательной редакции черновика Международного стандарта (ОЧМС, стадия 5), без прохождения предыдущих стадий.
Ниже приводится обзор всех шести стадий.
Более подробное описание процесса разработки международных стандартов см. в публикации «Директивы ИСО/МЭК, Часть 1, Процедурные правила».

## Сертификация на соответствие стандартам ИСО
ИСО является организацией, которая разрабатывает международные стандарты, однако она не осуществляет оценку соответствия и/или сертификацию на соответствие стандартам. В связи с этим, ИСО никогда не выпускает сертификаты и никакая компания не может быть сертифицирована ИСО.
Также ИСО не предусматривает права использовать собственный логотип ISO для декларации соответствия либо подтверждения того, что компании и/или её продукты сертифицированы на соответствие стандартам ИСО. Нанесение логотипа ISO на продукцию, этикетки, упаковку и т. д. запрещено.
Сертификация осуществляется независимыми органами по сертификации, наиболее крупными и узнаваемыми (история каждого из них превышает 100 лет) являются органы т. н. большой семёрки, включая: TÜV (Австрия и Германия), BSI (Великобритания), BVC (Франция), DNVGL (Норвегия), SGS (Швейцария), ABS (США), LRQA (Великобритания).

## Критика ИСО
5 сентября 2007 года принятие варианта OOXML как стандарта ISO/IEC 29500 было временно отклонено по результатам голосования.
В марте 2008 года изменённая спецификация была принята как будущий стандарт ISO/IEC 29500. В частности, в Норвегии при этом были отмечены нарушения процесса стандартизации. Позже оказалось, что файлы, сохраняемые Microsoft Office 2007, не проходят тестов на соответствие стандарту, что нарушает правила принятия стандарта через процедуру Fast-Tracking, требующие, чтобы существовали реализации стандарта.
В мае 2008 были поданы апелляции от ЮАР, Бразилии и Индии, Венесуэлы. Также подана жалоба о нескольких нарушениях от Open Source Leverandørforeningen в Дании.
Публикация ISO/IEC DIS 29500 была отложена на период рассмотрения апелляций (30 дней).
В июле руководители ISO и IEC порекомендовали Technical Management Board отклонить апелляции, указав в качестве причины то, что проект стандарта был принят голосованием в соответствии с директивами ISO/IEC JTC 1.
В августе ISO отклонила апелляции стран, выступающих против принятия OOXML как стандарта, так как они не смогли получить поддержку необходимого числа участников ISO для приостановления принятия стандарта.
В конце августа государственные IT‐организации Бразилии, ЮАР, Венесуэлы, Эквадора, Кубы и Парагвая опубликовали заявление о сомнениях в нейтральности ISO.
В Норвегии, где из 21 голоса «против» и двух голосов «за» получилось «за», 29 сентября 2008 года 13 членов технической комиссии в знак протеста вышли из состава Standard Norge.
По данным собрания ISO/IEC JTC1/SC34, подкомиссии ISO/IEC JTC1, в начале октября SC34 отправила OASIS неопубликованный запрос на передачу ей контроля над стандартом ISO/IEC 26300 (ODF), обосновывая это стремлением к лучшей совместимости между стандартами. В Groklaw также обратили внимание на то, что 9 из 20 присутствовавших на собрании в июле являлись сотрудниками или консультантами Microsoft, либо членами ECMA TC45. В результате появились подозрения в попытке захвата Microsoft контроля над ODF.